# Antonio Berlese
Antonio Berlese (26 de juny de 1863 a Pàdua – 24 d'octubre de 1927 a Florència) va ser un entomòleg italià.
Berlese treballa en la fitopatologia dels arbres fruiters en plagues d'insectes. Va publicar uns 300 articles i el llibre, Gli insetti loro organizzazione, sviluppo, abitudini e rapporti con l'uomo (en dos volums, 1909 i 1925); també una sèrie d'articles titulada Acari, Myriapoda et Scorpiones hucusque in Italie reperta (1882 - 1903) amb unes 1.000 il·lustracions fetes pel mateix Berlese. Es va especialitzar en els Hemípters Coccoidea.
Amb el seu germà, Augusto Napoleone Berlese (1864-1903), especialista en plantes i fongs, fundà la Revista di Patologia vegetale el 1892. El 1903 fundà la revista Redia, que posava èmfasi en l'entomologia, acarologia i nematologia.

## Algunes obres
- Le cocciniglie Italiane viventi sugli agrumi. Parte II. I. Lecanium. Riv. Patol. Veget. 3: 49-100(1896).
- amb Leonardi, G.. Diagnosi di cocciniglie nuove. Riv. Patol. Veget. 4: 345-352 (1896).
- amb Leonardi, G. Diagnosi di cocciniglie nuove. Riv. Patol. Veget. 4: 1-352 (1896).
- amb Leonardi, G. Le cocciniglie Italiane viventi sugli argumi. Parte III. I Diaspiti. [Cap. I. Note di sistematica e descrizione delle specie.] Riv. Patol. Veget. 4: 74-170 (1896).
- amb Leonardi, G. Diagnosi di cocciniglie nuove. Riv. Patol. Veget. 4: 345-352 (1896).